# Lasioglossum scopaceum
Lasioglossum scopaceum är en biart som först beskrevs av Heinrich Friese 1914.  Lasioglossum scopaceum ingår i släktet smalbin, och familjen vägbin. Inga underarter finns listade i Catalogue of Life.